# Хижняк, Сергей Игоревич
Хижняк, Сергей Игоревич (укр. Хижняк Сергій Ігорович; 8 мая 1986, Запорожская область, Васильевка) — украинский политический деятель и бизнесмен. Организатор ряда резонансных акций на территории России и Украины. Председатель Всеукраинской молодёжной общественной организации «КРОК», директор Центра молодёжных инициатив, председатель Ассоциации молодых менеджеров Украины, Лидер молодёжного крыла Партии регионов — Молодые регионы, являлся координатором движении «СтопМайдан», «Русский сектор-Украина» и соорганизатором палаточного городка «АнтиМайдан».

## Биография
Сергей Хижняк родился 8 мая 1986 года городе Васильевка Запорожской области. Учился в 11 гимназии города Запорожье. 24 июля 2012 года стал генеральным директором ООО Интеко Интернешнл Лимитед Групп.
До Евромайдана Хижняк руководил молодёжной организации «Молодые регионы». Вовремя Евромайдана являлся координатором движения «СтопМайдан» и соорганизатором палаточного городка «АнтиМайдан» в Мариинском парке. После победы сторонников Евромайдана эмигрировал в Российскую Федерацию. 31 марта 2014 года было объявлено о создании Русского сектора, координатором которого стал Сергей Хижняк. Председатель партии «Родина», депутат Государственной думы (фракция партии «Единая Россия») Алексей Журавлeв в интервью УНИАН заявил, что «Русский сектор» будет вести полномасштабные информационные войны в интересах народа Российской Федерации, русских и русскоязычных граждан на территории Украины и других государств.
22 июля 2017 года глава Службы Безопасности Украины Василий Грицак на брифинге заявил, что Сергей Хижняк стоит за проведением акций сепаратистского характера проведенных в различных регионах Украины. Так по словам Грицака Хижняк организовал выступление болгар в Одесской, Запорожской и Днепропетровской областях, венгров в Закарпатской области, поляков в Львовской и Волынских областях.
3 октября 2018 года заместитель председателя СБУ Виктор Кононенко заявил на брифинге, что Сергей Хижняк организовал на заказ Александра Януковича и экс-главы МВД Украины Виталия Захарченко провокационную акцию для дискредитации украинской власти возле здания администрации президента Украины.